# Марсилия
 Тази статия е за града във Франция.  За окръга вижте Марсилия (окръг).  
Марсѝлия (на френски: Marseille, изговаря се Марсѐй; на окситански: Marselha, изговаря се Марсѝйо) е град в Югоизточна Франция, център на региона Прованс-Алпи-Лазурен бряг и на департамента Буш дю Рон, втори по големина във Франция. Пристанището му е най-голямото пристанище на Франция и на Средиземно море, както и четвърто по големина в Европейския съюз с 93,3 милиона тона преминали товари през 2005 г. Населението на града е 873 076 души към 2021 г., а на градската агломерация – 1 888 788 души, по данни от 2021 г.

## География

### Климат
Климатът в Марсилия е средиземноморски с мека и влажна зима и топло до горещо, често сухо, лято. Декември, януари и февруари са най-студените месеци, със средна температура от около 12 °C през деня и 4 °C през нощта. Юли и август са най-горещите месеци със средна дневна температура около 30 °C и средна нощна 19 °C. Често срещан през зимата и пролетта е студеният вятър мистрал, който се формира по долината на река Рона. По-рядко срещан е горещият вятър сироко, образуващ се в Сахара.
| Климатични данни за Марсилия       | Климатични данни за Марсилия | Климатични данни за Марсилия | Климатични данни за Марсилия | Климатични данни за Марсилия | Климатични данни за Марсилия | Климатични данни за Марсилия | Климатични данни за Марсилия | Климатични данни за Марсилия | Климатични данни за Марсилия | Климатични данни за Марсилия | Климатични данни за Марсилия | Климатични данни за Марсилия | Климатични данни за Марсилия |
| Месеци                             | яну.                         | фев.                         | март                         | апр.                         | май                          | юни                          | юли                          | авг.                         | сеп.                         | окт.                         | ное.                         | дек.                         | Годишно                      |
| Средни максимални температури (°C) | 11,4                         | 12,5                         | 15,8                         | 18,6                         | 22,9                         | 27,1                         | 30,2                         | 29,7                         | 25,5                         | 20,9                         | 15,1                         | 11,9                         | 20,2                         |
| Средни минимални температури (°C)  | 2,9                          | 3,6                          | 6,2                          | 9,1                          | 13,1                         | 16,6                         | 19,4                         | 19,0                         | 15,7                         | 12,4                         | 7,2                          | 4,0                          | 10,8                         |
| Средни месечни валежи (mm)         | 48,0                         | 31,4                         | 30,4                         | 54,0                         | 41,1                         | 24,5                         | 9,2                          | 31,0                         | 77,1                         | 67,2                         | 55,7                         | 45,8                         | 515,4                        |
| ---------------------------------- | ---------------------------- | ---------------------------- | ---------------------------- | ---------------------------- | ---------------------------- | ---------------------------- | ---------------------------- | ---------------------------- | ---------------------------- | ---------------------------- | ---------------------------- | ---------------------------- | ---------------------------- |
| Източник: Météo France             |                              |                              |                              |                              |                              |                              |                              |                              |                              |                              |                              |                              |                              |

## История

### Античност
Определяна като най-старият град във Франция, Марсилия е основана под името Масалия около 600 г. пр.н.е. от древногръцки колонисти от Фокея. Колонията бързо се разраства, превръщайки се във важен търговски посредник между галите във вътрешността на Западна Европа и Средиземноморието. Масалия е траен съюзник на Римската република, което помага за стопанския възход на града и за относително дългото запазване на самостоятелността му. Едва през 49 г. пр.н.е., когато заема страната на оптиматите в Гражданската война, градът е обсаден и превзет от Юлий Цезар, след което е присъединен към римската провинция Нарбонска Галия.
През римския период градът, наричан сега Масилия, запазва значението си на регионален търговски център. Християнството започва да се разпространява през I век, като според местните легенди първи негови проповедници са Мария Магдалина и нейния брат Лазар от Витания. По това време градът става център на епископски диоцез, преобразуван през 1948 г. в Марсилска архиепископия.

### Средновековие
През V век, в последните десетилетия от съществуването си, Западната Римска империя губи Марсилия и цялата област Прованс, които са завладени от Вестготското кралство, а в средата на VI век – от Франкското кралство. След разделянето на Франкската империя градът последователно е част от няколко държави: Среднофранкското кралство (847 – 855), Долна Бургундия (855 – 933) и Арелат (933 – 1034). От началото на X век се засилва влиянието на графовете на Прованс, които от XI век са преки васали на Свещената Римска империя.
През 1246 г. граф на Прованс става Шарл от Анжуйската династия, с което се поставя началото на засилващо се френско влияние в областта. През 1262 г. Марсилия става център на неуспешно въстание срещу анжуйската власт, водено от Бонифаци VI де Кастелана. Важно средиземноморско пристанище, градът става една от началните точки на Черната смърт в Западна Европа и е тежко засегнат от нея, като над половината му население измира в средата на XIV век. През 1423 г. е превзет и опожарен от арагонски войски, но след 1437 г. е превърнат в добре укрепена военноморска база на графовете, които се опитват да си върнат властта в Сицилия.

### Ново време
През 1481 г. Марсилия и Прованс са присъединени към Франция, след като последният анжуйски граф умира без наследници и ги завещава на крал Луи XI. Така градът става най-важната френска военноморска база на Средиземно море. През 1536 г. в пристанището е дислоциран голям османски, който след създаването на Френско-османския съюз заплашна владенията на Свещената Римска империя, най-вече Генуа. През 1720 г. последната голяма чумна епидемия отнема живота на 100 хиляди души в града и околностите му.
Жителите на Марсилия масово подкрепят Френската революция. През 1792 г. 500-те местни доброволци, изпратени за защита на Париж, пеят марша на Рейнската армия, който става известен като „Марсилеза“ и днес е националният химн на Франция.
През XIX век Марсилия става един от основните центрове на индустриализацията във Франция. Образуването на Френската колониална империя, най-вече завладяването на Алжир след 1830 г., увеличават значението на града и стимулират морската търговия. За това спомага и откриването на Суецкия канал през 1869 г. През 1906 и 1922 г. са проведени големи колониални изложби. През 1934 г. градът става сцена на Марсилския атентат срещу югославския крал Александър I.
По време на Втората световна война Марсилия е бомбардирана от германската и италианската авиация през 1940 г. а през ноември 1942 г. е окупирана от германците. В началото на следващата година около 4 хиляди местни евреи са заловени и по-късно са избити. Опитвайки се да се справят със Съпротивата, германците изселват около 30 хиляди жители на квартала около старото пристанище, където взривяват близо 1500 сгради. През 1944 г. пристанището е бомбардирано от авиацията на Обединените нации, които превземат града през август.
През 50-те години големи части от града, засегнати от военните действия, са изградени наново. Още по това време Марсилия става входна точка за имигранти, главно от френските колонии. След като Алжир получава независимост през 1962 г. в града пристига нова вълна изселници, сред които около 150 хиляди френски колонисти (пие ноар), много от които остават в града.

## Население
Преобладаващата религия е римокатолическата. Втори по брой, около ⅓ от населението на града, са мюсюлманите. Марсилия е център на исляма във Франция и седалище на велик мюфтия. Значимо еврейско население.

## Инфраструктура
В самия град Марсилия има едно „старо“ и едно „ново“ пристанище. Но те са сравнително малки и се ползват само от лодки, яхти и малки кораби. Истински модерното търговско пристанище се простира на 70 километра и центърът му е във Фос-сюр-мер, на около 50 километра западно от града. Това е най-голямото пристанище в Средиземноморието. В него се обработват годишно около 100 милиона тона товари, 65% от които са нефтопродукти. Обслужват се и 1,8 милиона пътници годишно, главно за Корсика и Северна Африка.

## Култура
Представителният футболен отбор на града носи името Олимпик Марсилия. Той е сред най-популярните френски футболни отбори.
Забележителности
- Сен Мари дьо ла Мажор
- Нотър Дам дьо ла Гард
- Морски фар Сен Мери
- Крепостите Сен Жан и Сен Никола
- Абатство Сен Виктор с най-старата християнска църква във Франция
- Дворец Фарос
- Дворец Лоншан
- Замъкът Иф
- Триумфалната арка Д'Екс

## Известни личности
Родени в Марсилия
- Антонен Арто (1896 – 1948), драматург, актьор, режисьор
- Стефан Бансел (р. 1972), бизнесмен
- Ерик Кантона (р. 1966), футболист
- Еспри-Мари Кузинери (1747 – 1833), дипломат, учен, пътешественик
- Зинедин Зидан (р. 1972), футболист
- Оноре Домие (1808 – 1878), художник, карикатурист
- Павлос Мелас (1870 – 1904), гръцки военен, основоположник на Гръцката въоръжена пропаганда в Македония
- Жан Оризе (р. 1937), поет
- Питей (ок. 380 пр.н.е – ок. 310 пр.н.е.), древногръцки пътешественик, астроном, физик
- Жан-Пиер Рампал (1922 – 2000), флейтист
- Сен Пол Ру (1861 – 1940), поет
- Жан Сорел (р. 1934), актьор
- Фернандел (1903 – 1971), киноартист
- Шарл Фабри (1867 – 1945), физик, оптик

Починали в Марсилия
- Александър I Караджорджевич (1888 – 1934), крал на Югославия; крал на сърби, хървати и словенци
- Андре-Мари Ампер (1775 – 1836), физик, математик, естествоизпитател
- Айрис Бари (1895 – 1969), английско-американска филмова критичка
- Артюр Рембо (1854 – 1891), поет, един от най-великите представители на първото поколение френски символисти
- Владо Черноземски (1897 – 1934), български революционер, терорист на Вътрешната македонска революционна организация
- Луи Барту (1862 – 1934), политик от периода на Третата френска република